# Reacción de Pinner
La reacción de Pinner es una reacción química orgánica donde se forma un imino éster (alquil imidato) por adición de cloruro de hidrógeno a un nitrilo y un alcohol.
El posterior tratamiento del imino éster con amonio, amina primaria o amina secundaria da lugar a la formación de la correspondiente amidina. Si tratamos el imino éster con alcohol, obtenemos orto ésteres. Si hidrolizamos el imino éster obtenemos el correspondiente éster.
- Datos: Q6101615